# Njord
Njord es el tercer álbum de estudio de la banda de metal sinfónico, Leaves' Eyes.
El lanzamiento del álbum se llevó a cabo el 26 de agosto de 2009.
También existió una edición limitada digipak que tiene bonustracks del disco.

## Lista de canciones
Todas las letras escritas por Liv Kristine Espenæs Krull, toda la música compuesta por Alexander Krull, Mathias Röderer, Thorsten Bauer, excepto donde se indica.. 
| N.º | Título                            | Escritor(es) | Duración |  |
| 1.  | «Njord»                           |              | 6:14     |  |
| 2.  | «My Destiny»                      |              | 4:13     |  |
| 3.  | «Emerald Island»                  |              | 5:24     |  |
| 4.  | «Take the Devil in Me»            |              | 3:51     |  |
| 5.  | «Scarborough Fair»                | Traditional  | 4:04     |  |
| 6.  | «Through Our Veins»               |              | 3:40     |  |
| 7.  | «Irish Rain»                      |              | 4:01     |  |
| 8.  | «Northbound»                      |              | 4:23     |  |
| 9.  | «Ragnarok»                        |              | 5:11     |  |
| 10. | «Morgenland» ("The Morning Land") |              | 2:54     |  |
| 11. | «The Holy Bond»                   |              | 3:41     |  |
| 12. | «Frøya's Theme»                   |              | 8:20     |  |

| Limited edition bonus tracks |                                             |          |  |
| N.º                          | Título                                      | Duración |  |
| 13.                          | «Landscape of the Dead»                     | 4:36     |  |
| 14.                          | «Les champs de lavande» ("Lavender Fields") | 2:41     |  |

## Intérpretes
- Liv Kristine Espenæs Krull - Voz
- Alexander Krull - Voz secundaria
- Thorsten Bauer - Guitarra
- Mathias Röderer - Guitarra
- Seven Antonopolous - Batería
- Alla Fedynitch - Bajo